# 入月絢
入月 絢（いりづき あや、1983年 - ）とは、神奈川県藤沢市出身の舞踏家、ダンサーである。

## 歴史
2002年、アスベスト館にて元藤燁子、和栗由紀夫等に舞踏を師事。その後現在まで玉野黄一・弘子に舞踏を師事。
2006年、東京芸術大学美術学部卒業
2012年、英国Theatre de l'Ange fou International School of Corporeal Mime卒業
2014年、公益吉野石膏美術振興財団若手芸術家在外研修助成・渡独

## 出演
- HANAMI（2008年）[2]
- フクシマ・モナムール（2016年）
- 命みじかし、恋せよ乙女（2019年）[2][3]